# Vena cava superiore
La vena cava superiore è una delle più grandi e importanti vene dell'organismo: la sua funzione consiste infatti nel trasportare il sangue privo di ossigeno dai tessuti localizzati al di sopra del cuore fino all'atrio destro di quest'ultimo, per fare in modo che esso sia riossigenato tramite il meccanismo della piccola circolazione. Tra le sostanze che si trovano disciolte nel sangue che scorre in questa vena ricordiamo l'anidride carbonica da eliminare tramite la respirazione e i vari scarti metabolici cellulari.

## Struttura e funzione della vena cava superiore
La cava superiore deriva dall'unione delle due vene brachiocefaliche (a livello della I cartilagine costale), che trasportano il sangue non ossigenato proveniente dalle braccia e dalla testa. Dopo un breve percorso, la vena cava superiore si unisce, come già detto, all'atrio destro del cuore, al quale perviene, inoltre, anche la vena cava inferiore.

## Vena cava sinistra
La vena cava superiore deriva dalla vena cardinale anteriore destra: nell'embrione alle 4 settimane di vita sono presenti infatti vasi venosi e arteriosi in entrambi gli emisomi.
La vena cardinale anteriore di sinistra si occlude, formando il legamento di Marshall, un cordone fibroso.

È possibile la persistenza nell'adulto della pervietà di tale vaso embrionario, che prende il nome di vena cava superiore sinistra o vena di Marshall. Tale reperto può accompagnarsi ad assenza della cava superiore destra.

Entrambi i casi, di "vena cava superiore doppia" e di "unica vena cava superiore sinistra", non risultano patologici, se non associati ad altre anomalie cardiache.
È possibile invece l'esistenza di un'aritmia trasmessa dal fascicolo di Marshall, un fascio di conduzione la cui esistenza e funzionalità risultano indipendenti dalla pervietà o meno del legamento di Marshall.

## Patologia
Un'ostruzione a valle della vena cava può causare la cosiddetta sindrome cavale superiore. Un sintomo precoce è il cosiddetto capezzolo aortico.